# Yuliya Mayarchuk
Yuliya Mayarchuk o Yuliya Mayarčuk (en ucraïnès i rus: Юлія Маярчук) (Mikolaiv, Unió Soviètica; 20 d'abril de 1977) és una actriu ucraïnesa resident a Itàlia.

## Biografia
Nascuda a la República Socialista Soviètica d'Ucraïna, va migrar a Nàpols, Itàlia, el 1990. Ha realitzat pràcticament tota la seva carrera a Itàlia, on és una de les celebritats més grans d'aquell país.
L'any 2000 va treballar amb Tinto Brass per la realització de la pel·lícula Tra(sgre)dire, en la que va interpretar a la protagonista, Carla. Successivament ha tingut un rol de relleu en la sèrie de televisió de la Rai 3 La squadra i en altres diverses pel·lícules i ficcions televisives, entre elles la pel·lícula Faccia di Picasso, dirigida per Massimo Ceccherini, i a les sèries italianes de televisió Distretto di Polizia 3, Carabinieri 2, dirigida per Raffaele Mertes, R.I.S. 5 - Delitti imperfetti, Don Matteo 6, de Farbizio Costa, Incantesimo 7, Il Maresciallo Rocca, Occhio a quei due i Squadra Antimafia, de Carmine Elia.
Des de la televisió i el cinema va passar al teatre, on va actuar en les obres Miseria e Nobiltà, d'Aldo Giuffré, Il Bello di Papà amb Vincenzo Salemme, Comicissima Tragedia i Ti ho Spostato per Ignoranza amb Gianfranco i Massimiliano Gallo i a Lo Schiaccianoci, un curtmetratge de ballet amb música de Piotr Ilitx Txaikovski, dirigit per Manuela Schiano Lomoriello.

## Vida privada
Resident a Nàpols, va tenir una filla amb un empresari local.

## Filmografia parcial
- Tinto Brass presenta: Corti circuiti erotici Vol. 1 (episodi Sogno), dirigida per Nicolaj Pennestri - curtmetratge (1999)
- Tra(sgre)dire, dirigida per Tinto Brass (2000)
- Faccia di Picasso, dirigida per Massimo Ceccherini (2000)
- La squadra, sèrie de televisió - Rai Tre - De la 1a temporada (2000) a la 8a (2007)
- Il maresciallo Rocca 3, dirigida per Giorgio Capitani - minisèrie de televisió (2001)
- Tre casi per Laura C, dirigida per Gianpaolo Tescari - minisèrie de televisió (2002)
- Soldati di pace, dirigida per Claudio Bonivento - minisèrie de televisió (2002)
- L'italiano, dirigida per Ennio De Dominicis (2002)
- Distretto di Polizia 3 - protagonista principal d'un episodi de Monica Vullo - sèrie de televisió - Canale 5 (2002)
- Carabinieri 2, dirigida per Raffaele Mertes - sèrie de televisió - Canale 5 (2003)
- Incantesimo 7, dirigida per Alessandro Cane i Tomaso Sherman - sèrie de televisió - Rai Due (2004)
- Go Go Tales, dirigida per Abel Ferrara (2007)
- R.I.S. 5 - Delitti imperfetti, dirigida per Fabio Tagliavia i Cristian De Mattheis - sèrie de televisió - Canale 5 (2008)
- In nome di Maria, dirigida per Franco Diaferia (2008)
- Don Matteo 6 - sèrie de televisió - Rai Uno - episodi: Un tocco di fard, dirigida per Fabrizio Costa (2008)
- Occhio a quei due, dirigida per Carmine Elia - telefilm - Canale 5 (2009)
- La vita è una cosa meravigliosa, dirigida per Carlo Vanzina (2010)
- Il regista del mondo, dirigida per Carlo Fumo - curtmetratge (2011)
- Impepata di nozze - Sposarsi al sud è tutta un'altra storia..., dirigida per Angelo Antonucci (2012)